# It's Different for Girls
"It’s Different for Girls" is een nummer van Joe Jackson dat verscheen op zijn album I'm the Man uit 1979. Het nummer is sindsdien een van zijn meest succesvolle singles geworden, en de hoogst genoteerde single van Joe Jackson in het Verenigd Koninkrijk.
Verschillende artiesten hebben covers opgenomen en uitgebracht.